# Conchylia irene
Conchylia irene là một loài bướm đêm trong họ Geometridae.